# 杜尔巴

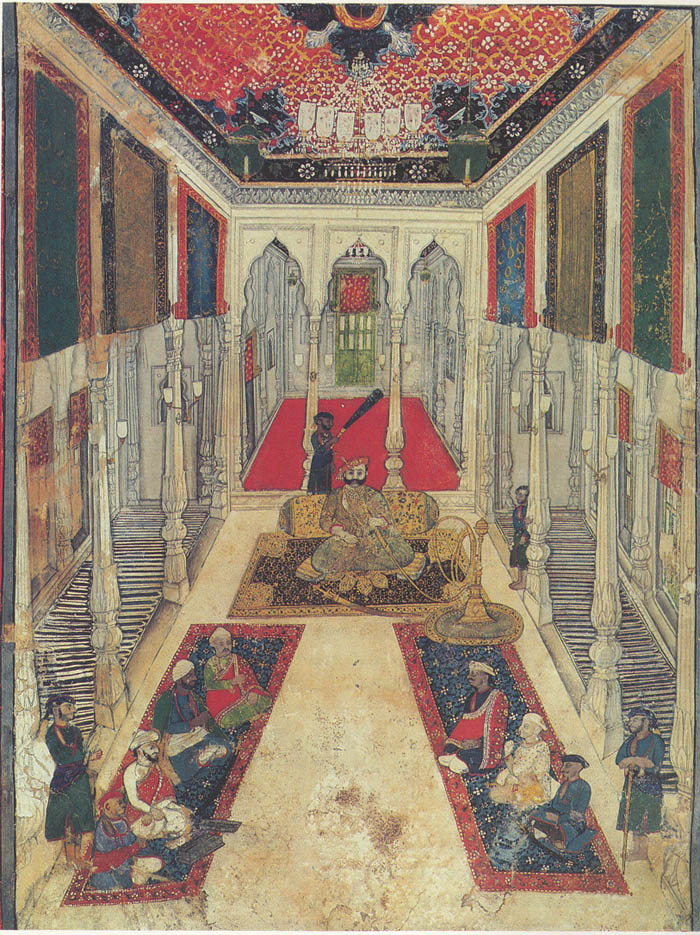
杜尔巴

杜尔巴（波斯語：‎）是一个源自波斯语的词语，原意指的是“波斯统治者的宫廷”。在印度和尼泊尔，它则是指土邦王侯（后来由波斯和波斯-土库曼王侯掌控）的宫廷、仲裁所或是役所。而在英屬印度时期，杜尔巴可以是一个由土邦掌权的封建议事厅，又或者只是一个纯粹的社交聚会。

## 议事厅
莫卧儿帝国时期的印度土邦、阿富汗埃米尔以及领近地区的王族，会在杜尔巴进行咨询、接见来使、册封和公众事务等活动。杜尔巴同时也是土邦的行政议事厅，它的成员主要分为两类：称为华西尔（Wasir）的宫廷贵族以及称为札吉达尔的大地主。名义上虽然如此，但实际上的政治和行政事务是由围绕着拉惹的圈子所决定的，这个决策圈一般被称为内廷。内外两个集团会有某部分的重叠，两者的关系类似咨询机构和行政议会，相等于现代君主制国家的枢密院和议院。

## 英屬印度

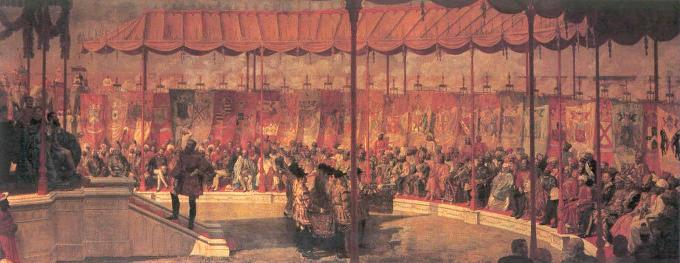
1877年的德里杜尔巴，印度总督坐在左侧的高椅上。

在英屬印度时期的德里週边地区，杜尔巴的涵义引伸为“正式的社交聚会”，这些社交聚会统称为德里杜爾巴，它也是社会名流公开对大英帝国表达效忠和支持的场合。
最早的德里杜尔巴是李顿勋爵在1877年为恭賀维多利亚女王登基印度女皇所召集的杜尔巴（Lord Lytton's Proclamation Durbar），另一个有名的德里杜尔巴是由印度总督寇松勋爵在1903年为祝賀爱德华七世登基英国国王和印度皇帝时主持的杜尔巴（Coronation Durbar）。
被称为历史上最盛大的德里杜尔巴是在1911年12月为祝賀乔治五世登基而举行的杜尔巴，乔治五世和玛丽王后亲身出席在聚会现场，并且穿戴着加冕典礼的礼服，这在印度和帝国历史上是史无前例的，他们也是英国统治印度期间唯一以君主身分到访印度的王室成员，几乎所有在当时受册封的王族和贵族成员都出席了这次的杜尔巴。在现在的印度可以找到几个纪念乔治五世到访的地标，其中最著名的是孟买的印度门。

## 马来西亚
在马来西亚历史上，杜尔巴是统治者会议在1897年设立时所使用的名称，这是马来联邦统治者在英国的保护下商讨治国政策的组织。1948年，杜尔巴的成员随着马来亚联合邦的成立而增加。1957年，马来亚联合邦独立以后，杜尔巴成为由联邦宪法支持的法定机构，改称为统治者会议。